# 9814 Ivobenko
A 9814 Ivobenko (ideiglenes jelöléssel 1998 UU18) a Naprendszer kisbolygóövében található aszteroida. Korado Korlević fedezte fel 1998. október 23-án.